# Wanda Soprani
Wanda Soprani (Forlì, 9 marzo 1940) è un'ex ginnasta italiana.

## Biografia
Nata a Forlì nel 1940, tesserata per la Ginnastica Edera della sua città, a 20 anni ha partecipato ai Giochi olimpici di Roma 1960, in tutte e sei le gare, chiudendo 10ª nel concorso a squadre con 360,719 punti, 55ª nel concorso individuale con 71,664, 59ª al corpo libero con 18,233, 58ª alle parallele asimmetriche con 17,966, 40ª alla trave con 17,999 e 59ª nel volteggio con 17,466. Negli ultimi quattro casi non è riuscita ad accedere alla finale, riservata alle sei con i migliori punteggi delle qualificazioni.
Dopo il ritiro è stata tecnica di ginnastica artistica alle Olimpiadi di Città del Messico 1968.